# 铁线子属
铁线子属（学名：Manilkara）是杜鹃花目山榄科下的一个属，为乔木植物。该属共有约70种，广泛分布于全球热带及亚热带地区，包括美洲、非洲、亚洲、大洋洲等地。